# Reteporella hincksii
Reteporella hincksii är en mossdjursart som först beskrevs av James Barrie Kirkpatrick 1888.  Reteporella hincksii ingår i släktet Reteporella och familjen Phidoloporidae. Inga underarter finns listade i Catalogue of Life.